# De vlaschaard

De vlaschaard (traduction littérale : Le Champ de lin) est un film belge réalisé par Jan Gruyaert. Sorti en 1983, ce drame paysan est tiré du roman De vlaschaard de Stijn Streuvels paru en 1907.
Le roman de Streuvels avait déjà été adapté par Boleslaw Barlog en 1942-1943 sous le titre Wenn die Sonne wieder scheint.

## Synopsis
Vermeulen règne en patriarche sur sa ferme et impose sa volonté sur l'ensemencement des champs et la récolte du lin. Quand son fils Louis veut s'ingérer dans les affaires de l'exploitation, son père se sent menacé dans son autorité. L'épouse tente vainement de servir de médiateur entre son mari et son fils. Mais quand Louis courtise la laitière, c'est la goutte d'eau de trop : « Deux coqs sur le même tas de fumier, c'est un coq de trop ».

## Fiche technique
- Titre original : De vlaschaard
- Réalisation :
- Scénario :
- Photographie :
- Montage :
- Musique :
- Production :
- Sociétés de production :
- Direction artistique : Philippe Graff
- Affiche : Michel Landi (France)

## Distribution
- Vic Moeremans : Vermeulen, le paysan
- Dora van der Groen : Barbele, son épouse
- René Van Sambeek : Louis Vermeulen, leur fils
- Gusta Gerritsen : Schellebelle, la laitière
- Ilse Uitterlinden : Lea
- Mieke Uitterlinden : Fietje
- Dries Wieme : Poortere
- Alice Toen : Tale
- Juliette Van de Sompel : Netje
- Max Schnur : Slijter
- Benthe Forrer : Louise
- Marc Peeters : Ivo
- Dirk Celis : Bert
- Daan Hugaert : Jan
- Carlos van Lanckere
- Jos Geens : Stafke
- Ben Simons
- Jos Kennis
- Rik Bravenboer
- Gil Lefever (comme Gil Lefevre)
- André Van Daele (comme Dré Vandaele)
- Frans Vercammen
- Maurice Wyckaert
- Bert Van Tichelen
- Alfons Verstrepen
- John De Schutter
- Fons Derre
- Chris Cauwenberghs : le notaire
- Guido Lauwaert
- Willy de Bruyne
- Fred Van Kuyk : l'acheteur de lin
- Nick Van Suyt
- Louis Mortier
- Danny De Jonghe

## Distinctions
Le film a remporté un total de huit prix, à Bruxelles, Utrecht, Orléans, Auriac, Sorrento et Santarém dont :
- 1983 : Festival international de Bruxelles : prix de la Corps Diplomatique Film foundation ;
- 1983 : Festival du cinéma néerlandais d'Utrecht : Gouden Kalf du meilleur acteur pour Vic Moeremans.

## Commentaires
Sur le genre du film
Comme Félix Timmermans, Stijn Streuvels accorde beaucoup d'attention dans ses œuvres sur la vie des paysans, la beauté de la campagne, la vertu de l'homme ordinaire flamand, la lutte contre une nature hostile, avec l'aide de Dieu. La misère et l'exploitation des ouvriers dans les complexes industriels urbains de la fin du XIXe siècle et du début du XXe échappaient complètement à ces auteurs régionaux. Leur implication sociale est souvent limitée aux abus locaux. Leur travail est truffé de fierté flamande et d'entêtement, de vertu naïve et de foi en Dieu. Les réalisateurs de ce genre de film ont quelque peu actualisé les romans originels, non pas en retravaillant le contexte social, mais en ajoutant des scènes plus érotiques. De telles scènes sont cependant évitées dans De Vlaschaard.
Sur le film
Le réalisateur Jan Gruyaert s'étend longuement dans la première heure du film sur la culture du lin, de la préparation du sol au printemps, au semis et à sa récolte. Les raisons de la tension entre le père et le fils ne sont pas suffisamment mises en avant et pas assez convaincantes pour rendre le drame final crédible. Les soixante premières minutes représentent plus le travail d'un metteur en scène que celui du scénariste. Ce n'est que dans le dernier quart d'heure que le film va plus ou moins de l'avant grâce à la mince histoire d'amour et que le drame familial est finalisé. Ce n'est qu'alors qu'un développement spectaculaire est présenté. Le reste du film n'est que remplissage qui convient aux spectateurs nostalgiques d'une Flandre d'antan.
Sur les acteurs
Dora van der Groen livre une belle performance dans son double rôle de mère attentionnée et d'épouse apaisante. C'est la seule parmi les acteurs qui parle un néerlandais quelque peu acceptable. Vic Moermans, dans son rôle du paysan Vermeulen, ne trouve pas toujours le bon ton.